# Oberwart
Oberwart (ungerska: Felsőőr, kroatiska: Gornja Borta) är en stad och kommun i det österrikiska förbundslandet Burgenland. Oberwart är huvudort för distriktet med samma namn. 72% av befolkningen är tyskspråkig och 17% ungerskspråkig. Oberwart ligger i södra Burgenland vid floden Pinka.

## Historia
Den ungerska gränsorten omnämndes för första gången år 1327. Oberwart tillhörde Ungern fram till 1921, när Burgenland kom att tillhöra Österrike. 
Under de osmanska krigen på 1500- och 1600-talen drabbades regionen hårt. 1529 skövlades Oberwart av osmanska trupper på deras marsch till och (efter nederlaget) från Wien. 1532 avfolkades nästan hela området. Oberwart och omgivningen koloniserades på nytt. Då kom även kroater från den södra delen av den  Habsburgska riket till Oberwart. Men de ungerska upproren mot Habsburgarna 1605 och 1619-1621 stoppade uppsvinget. Även därefter var det oroligt. 1664 och 1683 drog ånyo osmanska trupper genom området och även kuruceerkrigen drabbade Oberwart 1704-1709.
1841 blev Oberwart köping och 1864 distriktshuvudort. 1888 invigdes järnvägen Szombathely – Oberwart – Pinkafeld. Dessa orter låg då fortfarande i Ungern. Järnvägen anslöts inte till det österrikiska järnvägsnätet förrän 1925, efter att Burgenland tillfallit Österrike.  
1939 blev Oberwart en stad.

## Historiska byggnader
Vid sidan av de två katolska kyrkorna finns det också två protestantiska kyrkor i Oberwart. I Oberwart finns det den enda kalvinistiska församlingen i Burgenland. Församlingens kyrka är den äldsta reformerta kyrkan i Österrike. 

## Orter
Kommunen består av två orter (Ortschaften) (inom parentes invånarantal 1 januari 2024):
- Oberwart (7 707)
- Sankt Martin in der Wart (312)

## Näringsliv
I Oberwart, som är servicecentrum för regionen, dominerar tjänstesektorn.

## Kommunikationer
Oberwart ligger vid järnvägen Friedberg – Szombathely (Ungern).
I Oberwart möts riksvägarna B50 och B63.

## Vänorter
- Szombathely, Ungern